# Phenacobius teretulus
Phenacobius teretulus (tên tiếng Anh là Kanawha Minnow) là một loài cá vây tia thuộc họ Cyprinidae.
Loài này chỉ có ở Hoa Kỳ.